# Antonio de Sant'Anna Galvão
Antonio de Sant'Anna Galvão, conosciuto anche come Frei Galvão (Guaratinguetá, 1739 – San Paolo del Brasile, 23 dicembre 1822), è stato il primo brasiliano a essere beatificato e il primo santo della Chiesa cattolica a essere nato in Brasile.

## Biografia
Nato da una famiglia benestante (sua madre Isabel Leite de Barros, era bis-nipote del famoso bandeirante Fernão Dias Pais e molto pia ed il padre, capitano, era terziario francescano), entrò a tredici anni nel Collegio di Belém, a Bahia, retto dai padri gesuiti, ma quattro anni dopo si trasferì presso i Frati Minori Scalzi di san Pietro d'Alcántara, prese i voti il 16 aprile 1761 e l'11 luglio 1762 fu ordinato sacerdote nonostante la giovane età.
Entrò nell'Ordine francescano, fondando il 2 febbraio 1774 il Recolhimento de Nossa Senhora da Conceiçao da Divina Providencia, non ancora una Casa Religiosa, ma una Casa di ritiro dove si riunivano ragazze pie per vivere come religiose ma senza emettere i voti che fungeva da centro d'accoglienza degli ammalati e dei derelitti della regione. La realizzazione s'ingrandì, fu dotata di una sua chiesa (15 agosto 1802) e divenne un grosso complesso, che nel 1988 l'UNESCO ha dichiarato Patrimonio dell'umanità.
Nonostante i tentativi di boicottaggio da parte delle autorità del Marchese di Pombal, Antonio proseguì nello sviluppo della sua opera fino a che, ammalatosi, morì.
Il suo corpo è sepolto nella chiesa del Recolhimento de Nossa Senhora da Conceiçao da Divina Providencia.
Giovanni Paolo II lo definì, in occasione della sua beatificazione (25 ottobre 1998), «ardente adoratore dell'Eucaristia, consigliere di vita spirituale, difensore dei poveri».

## Canonizzazione
Benedetto XVI lo ha elevato agli onori degli altari l'11 maggio 2007, in occasione del suo viaggio apostolico in Brasile, compiendo un atto non usuale, vale a dire la canonizzazione di un santo al di fuori del Vaticano.
(Benedetto XVI, dal discorso per la canonizzazione, 11 maggio 2007, Guaratinguetá)

## Galleria d'immagini
Ecco alcune immagini della cerimonia di canonizzazione del frate francescano, l'11 maggio 2007:

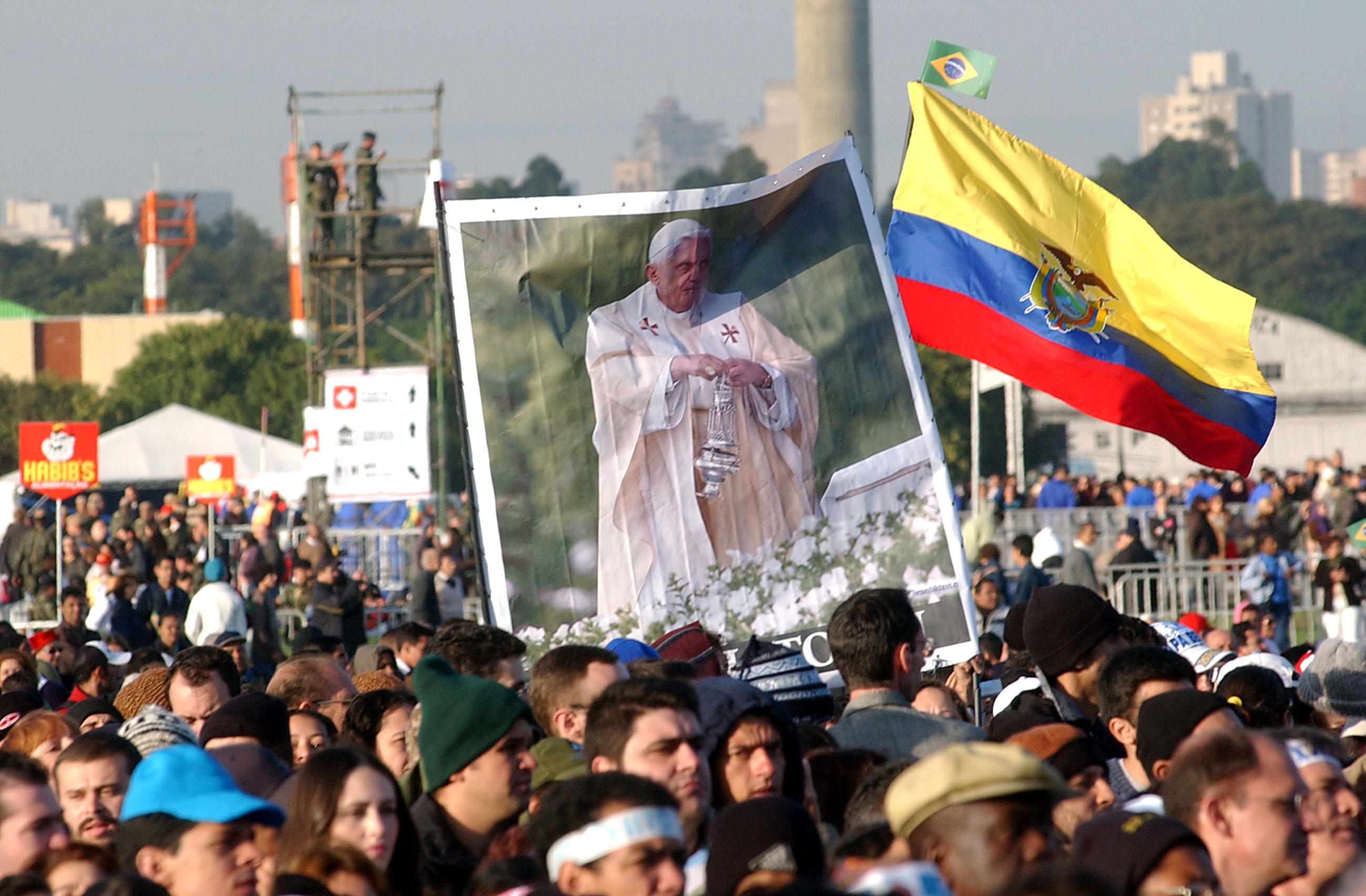
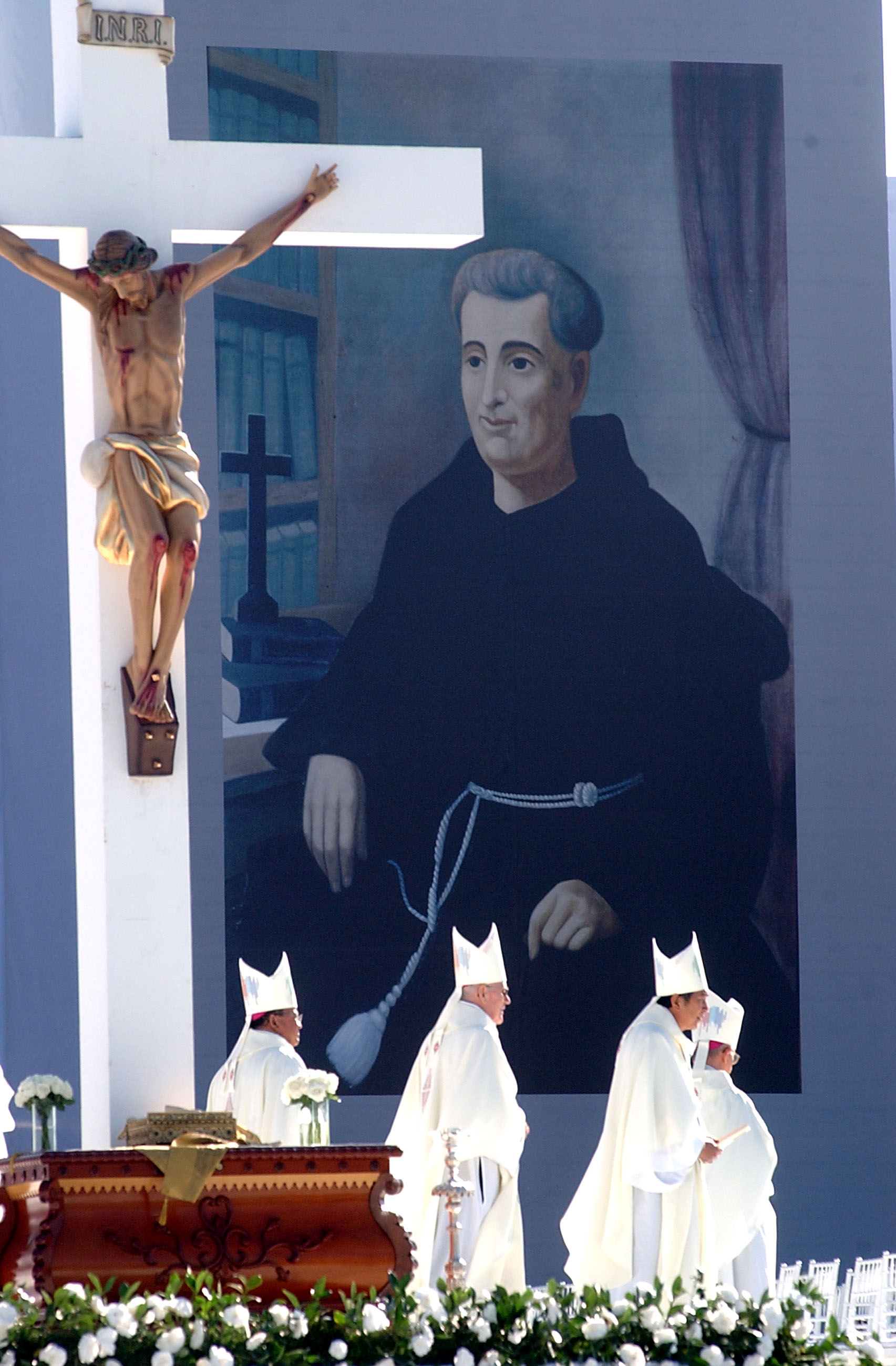
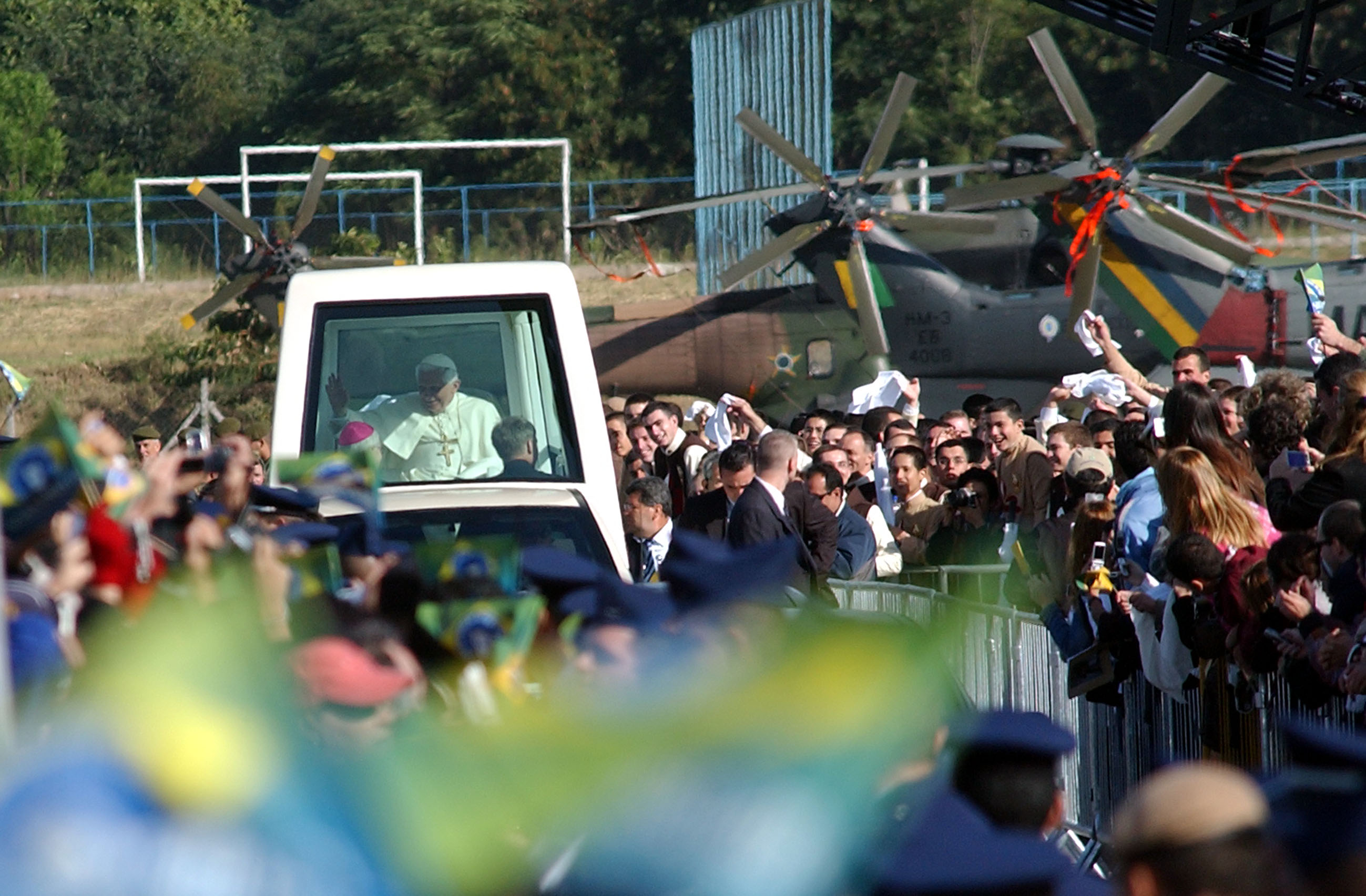
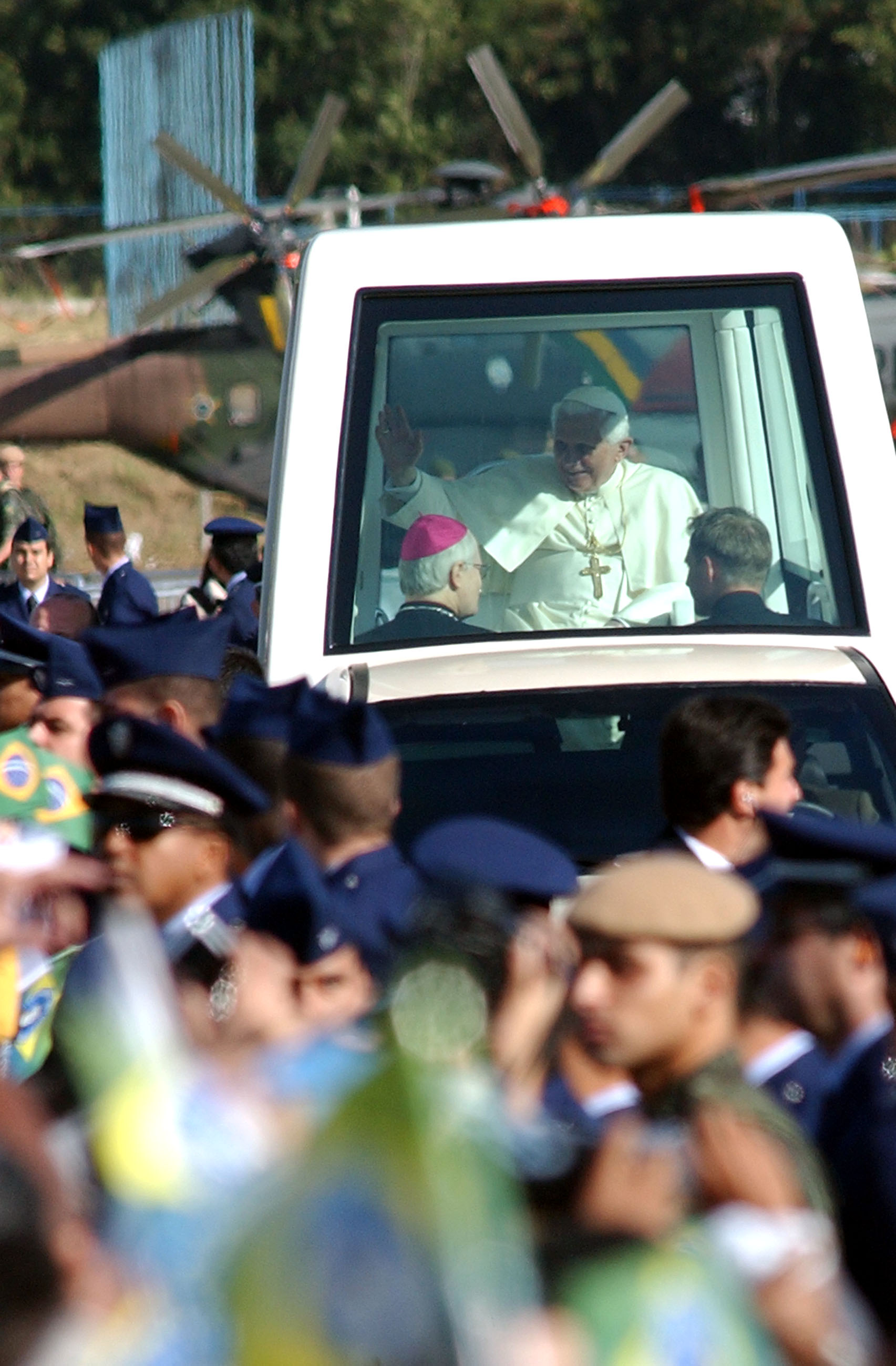
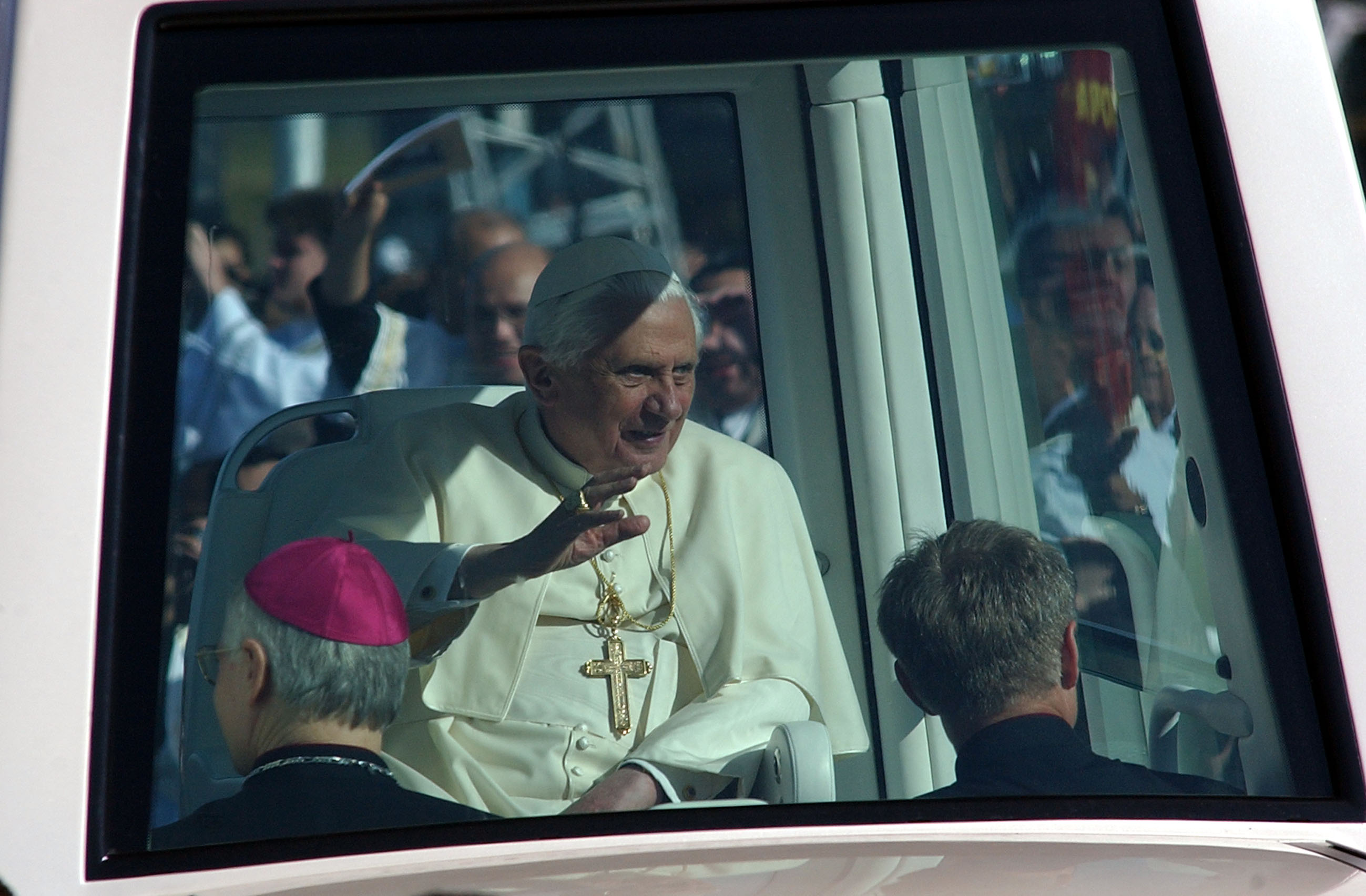
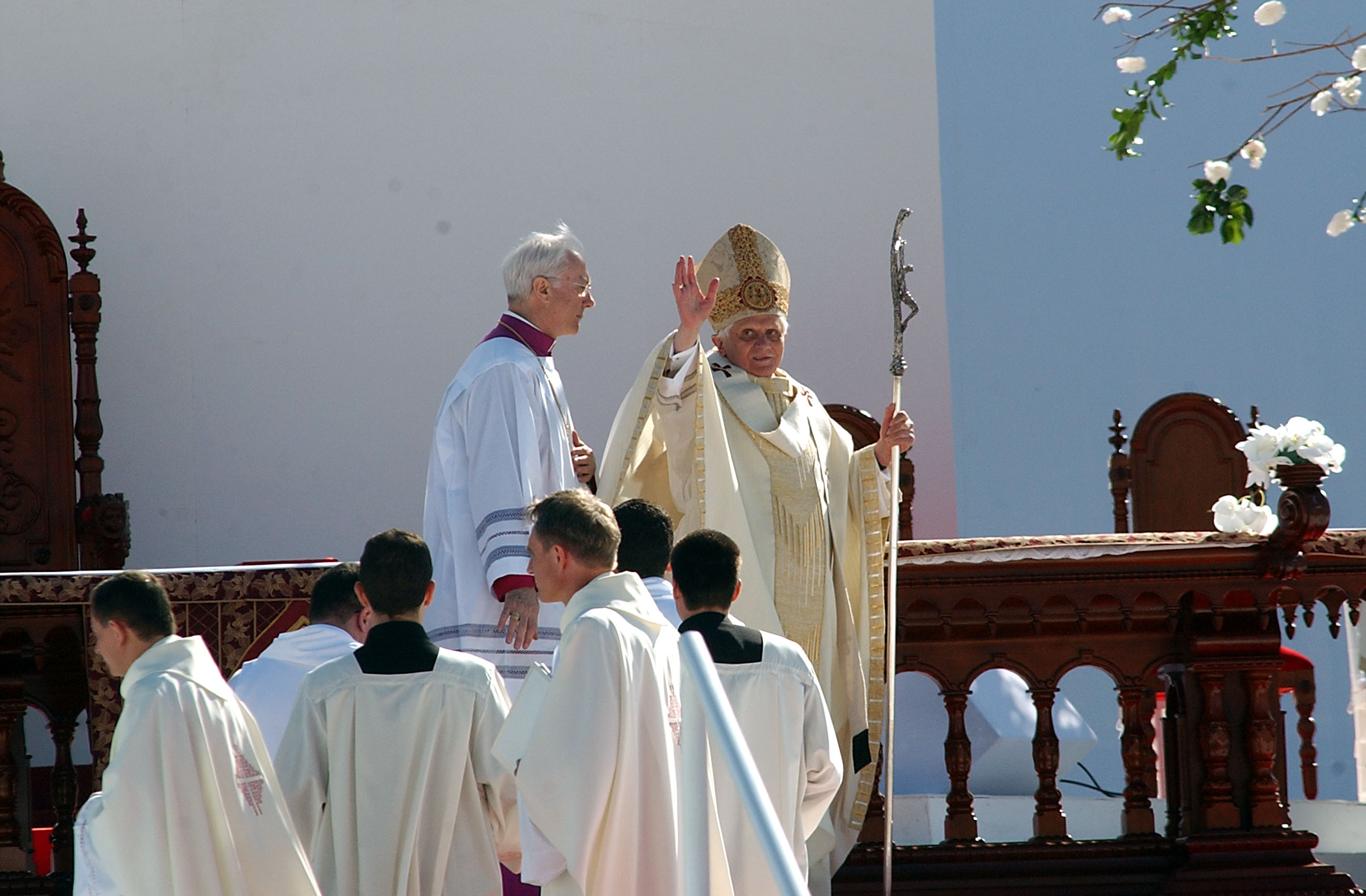
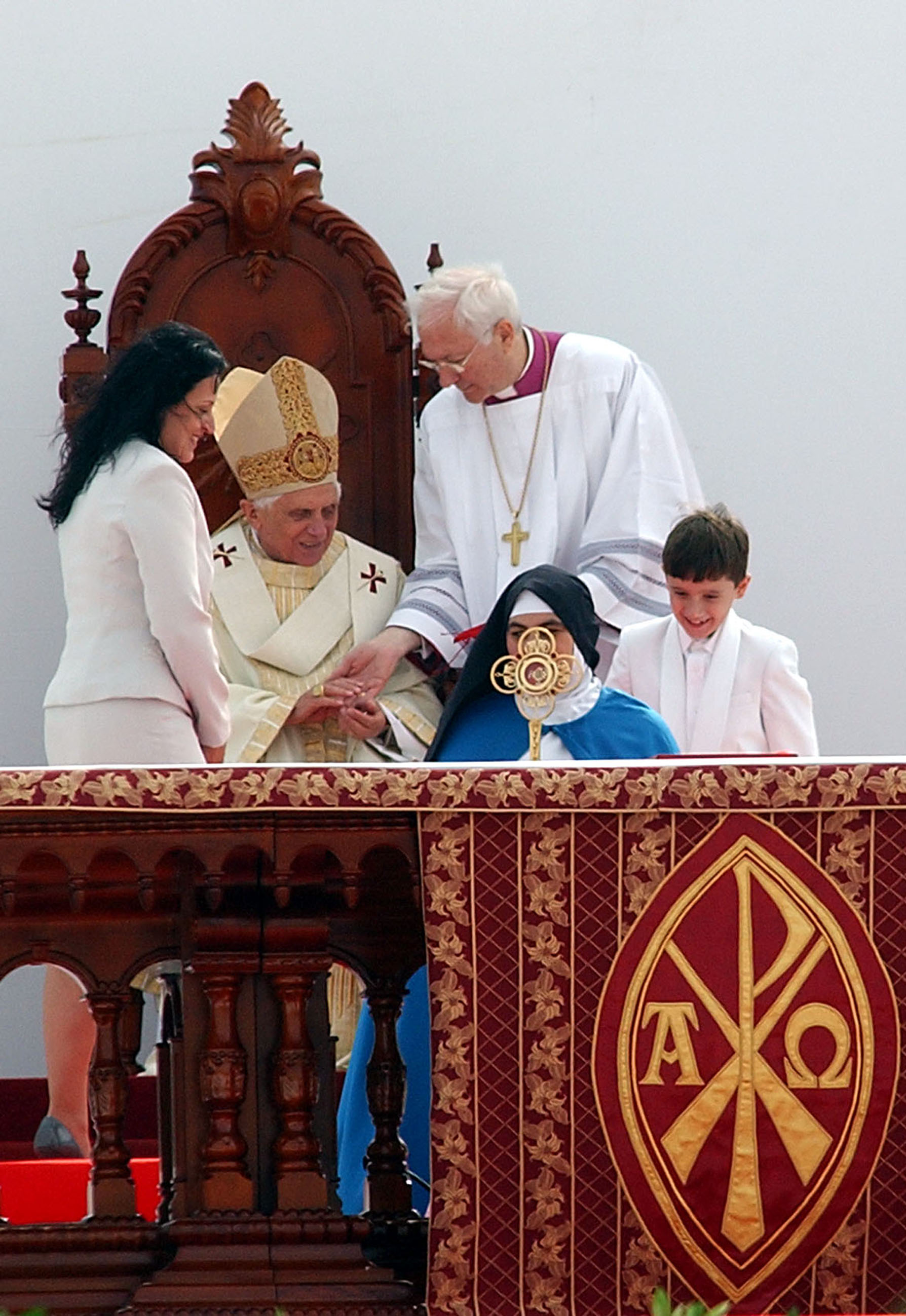
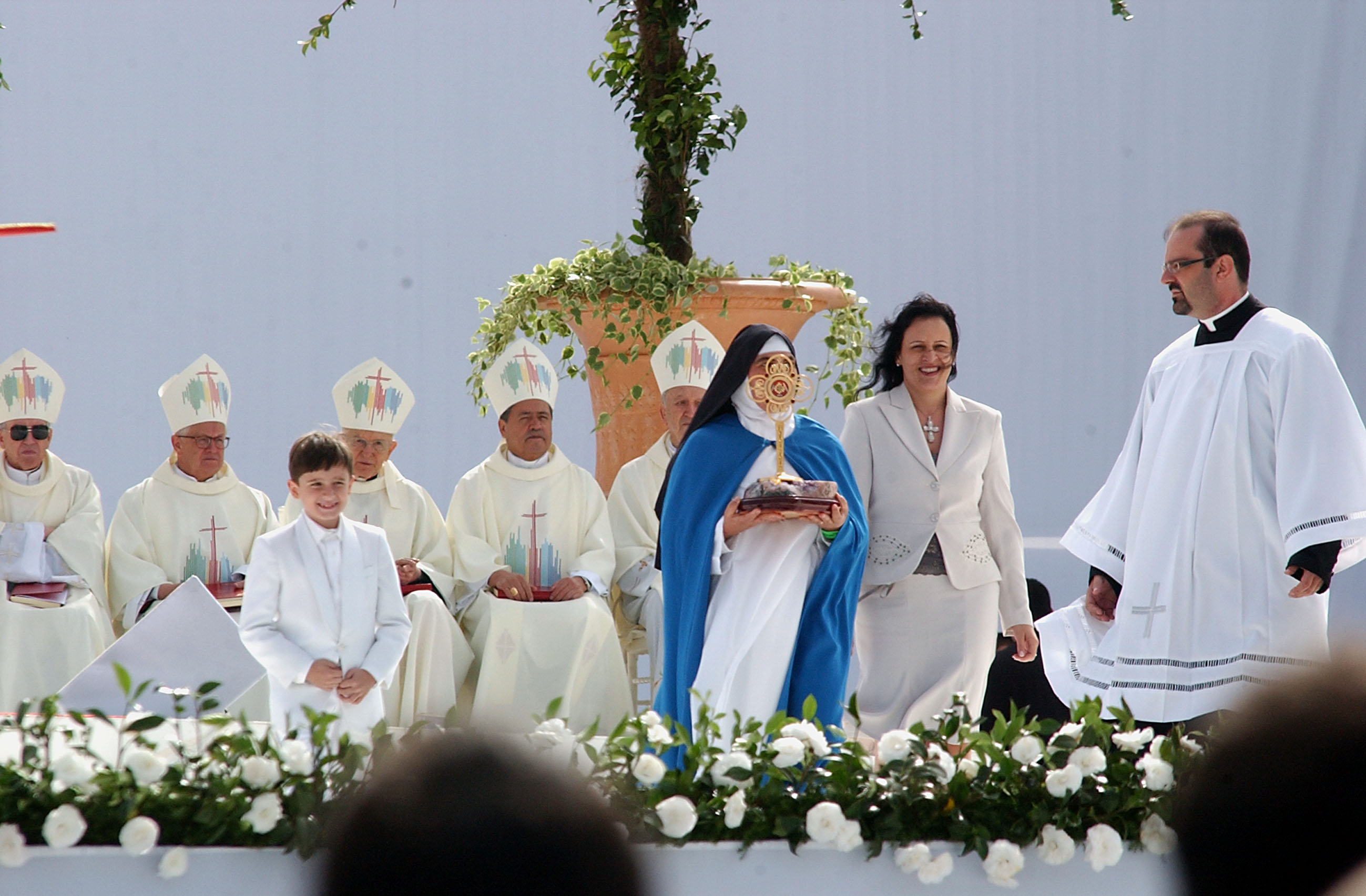
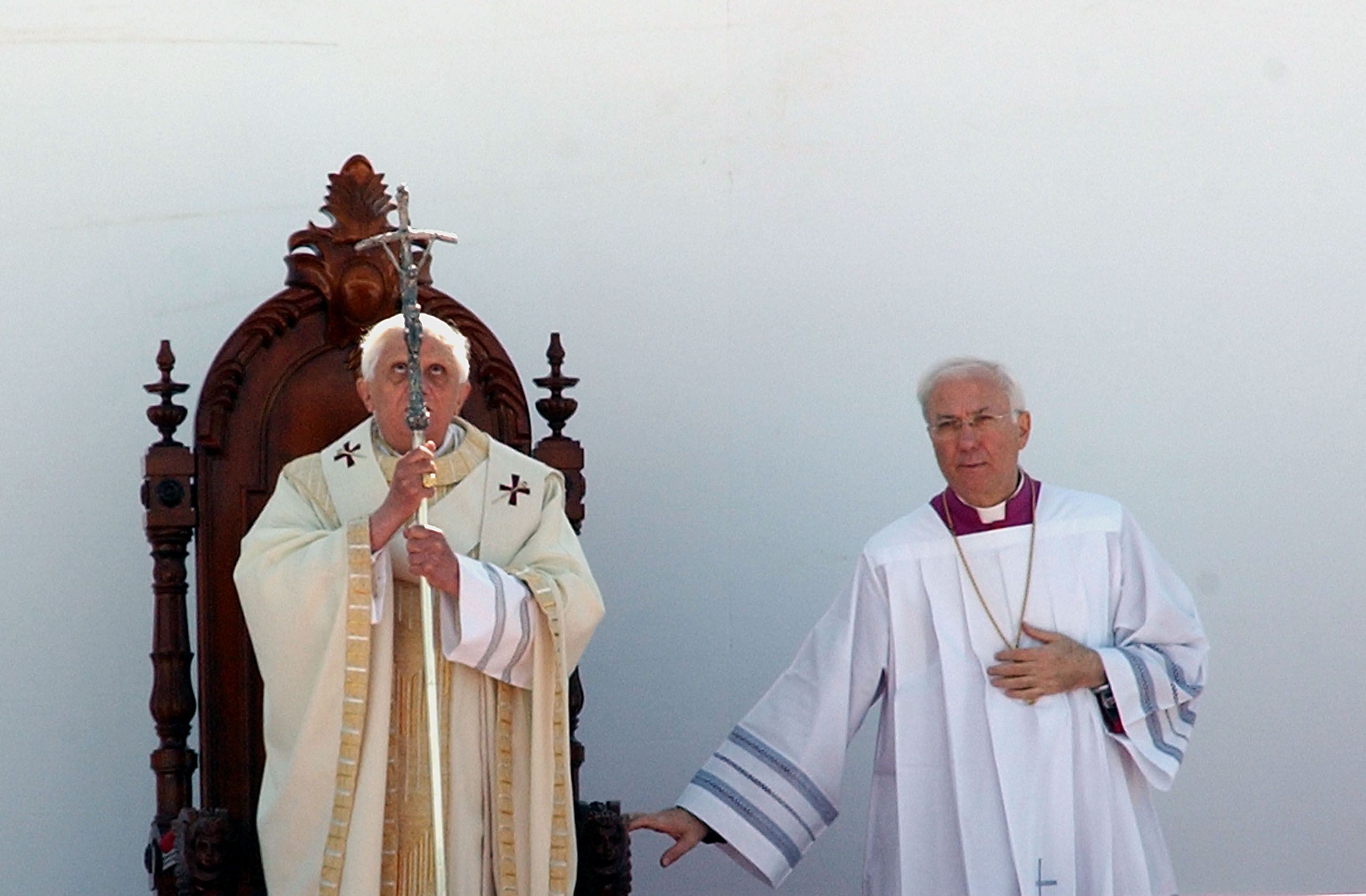
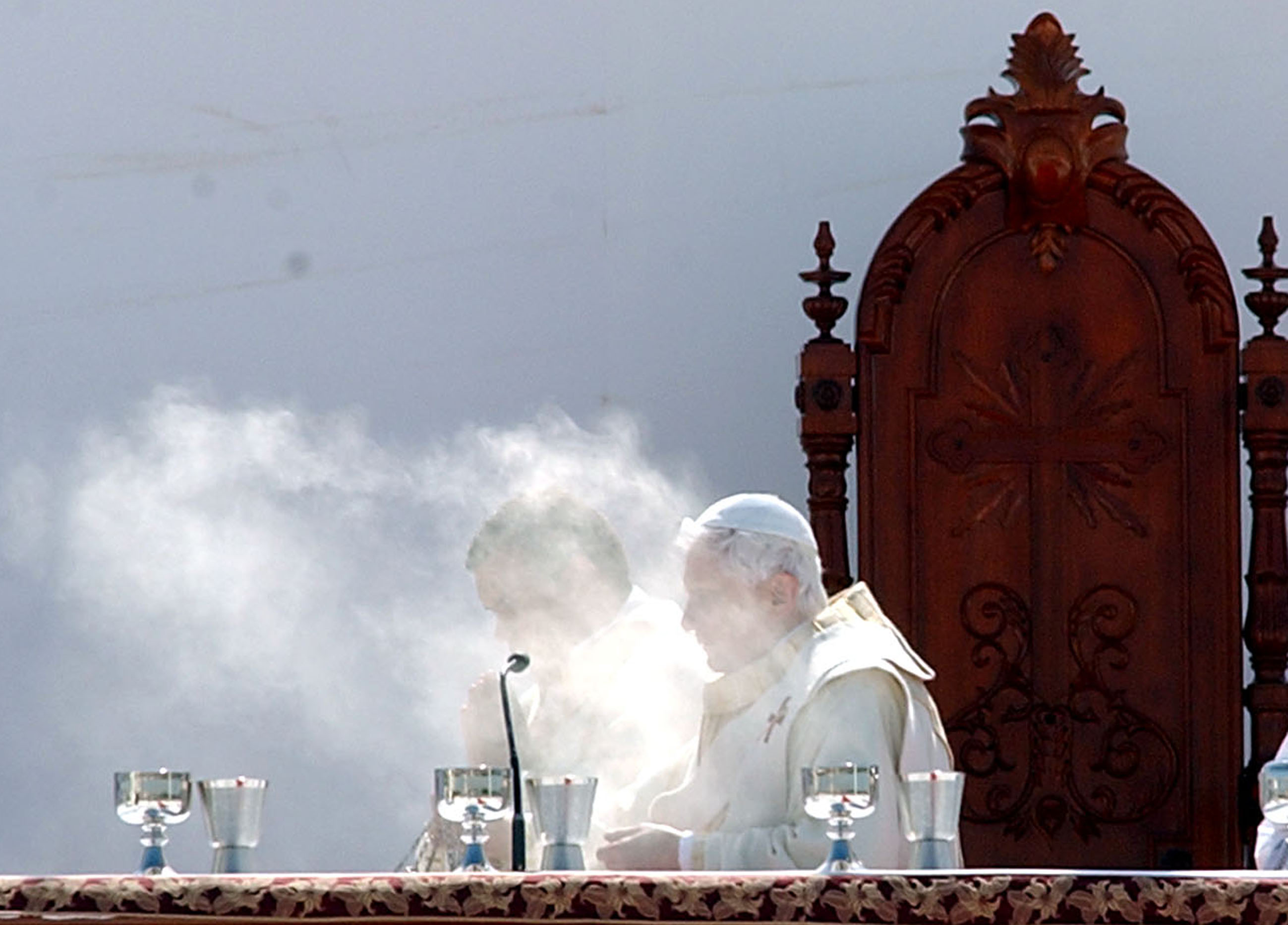
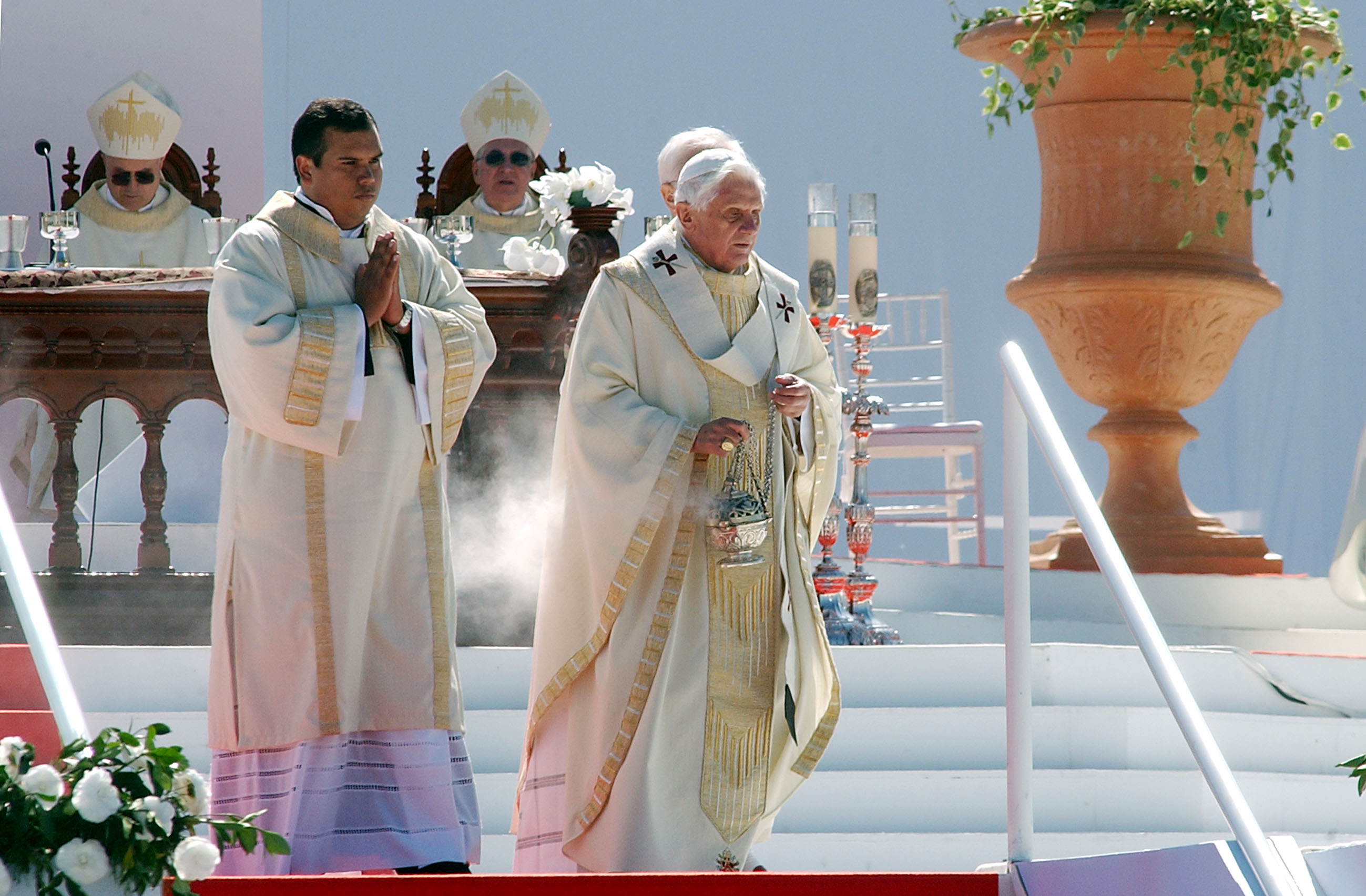
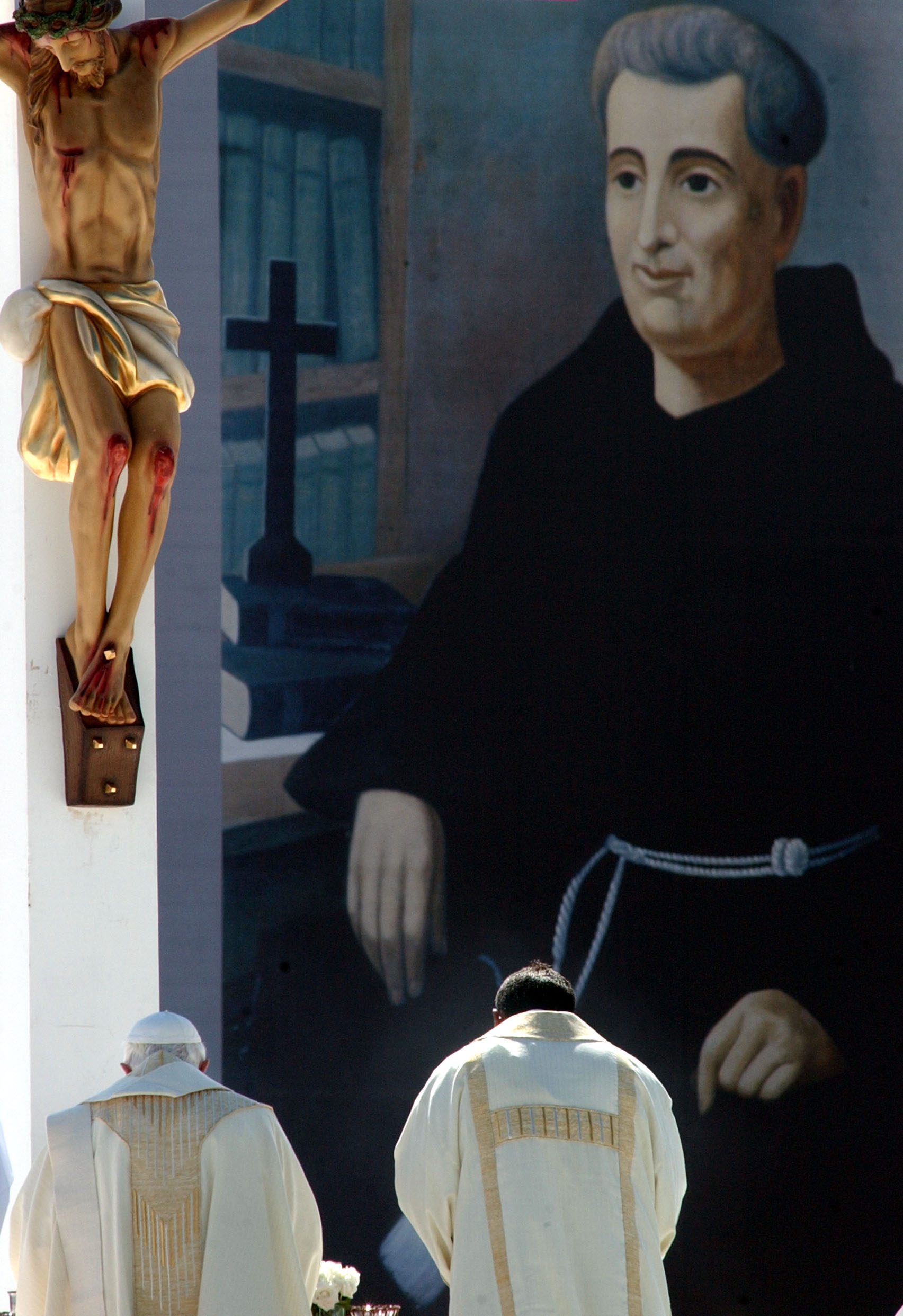
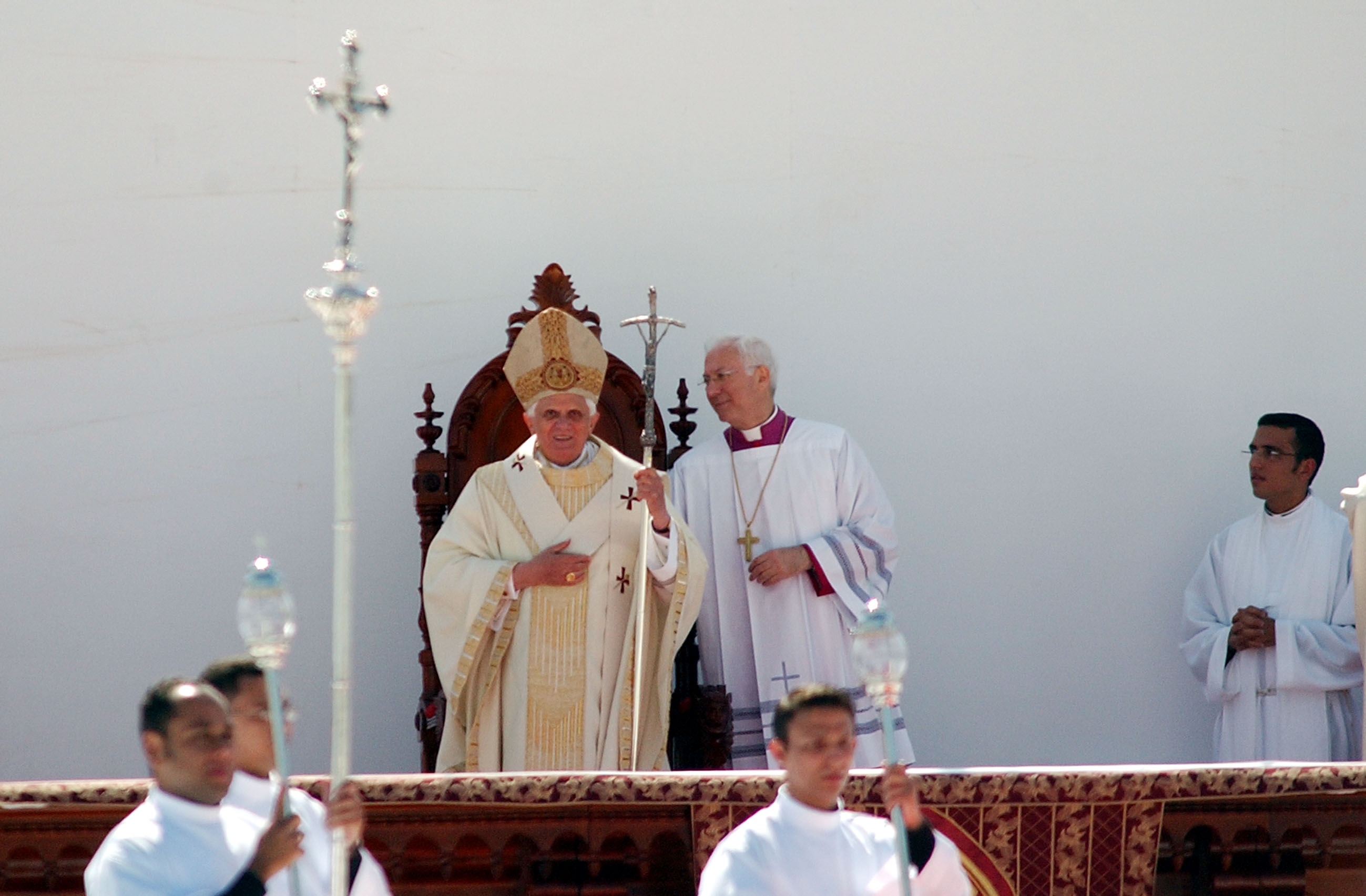
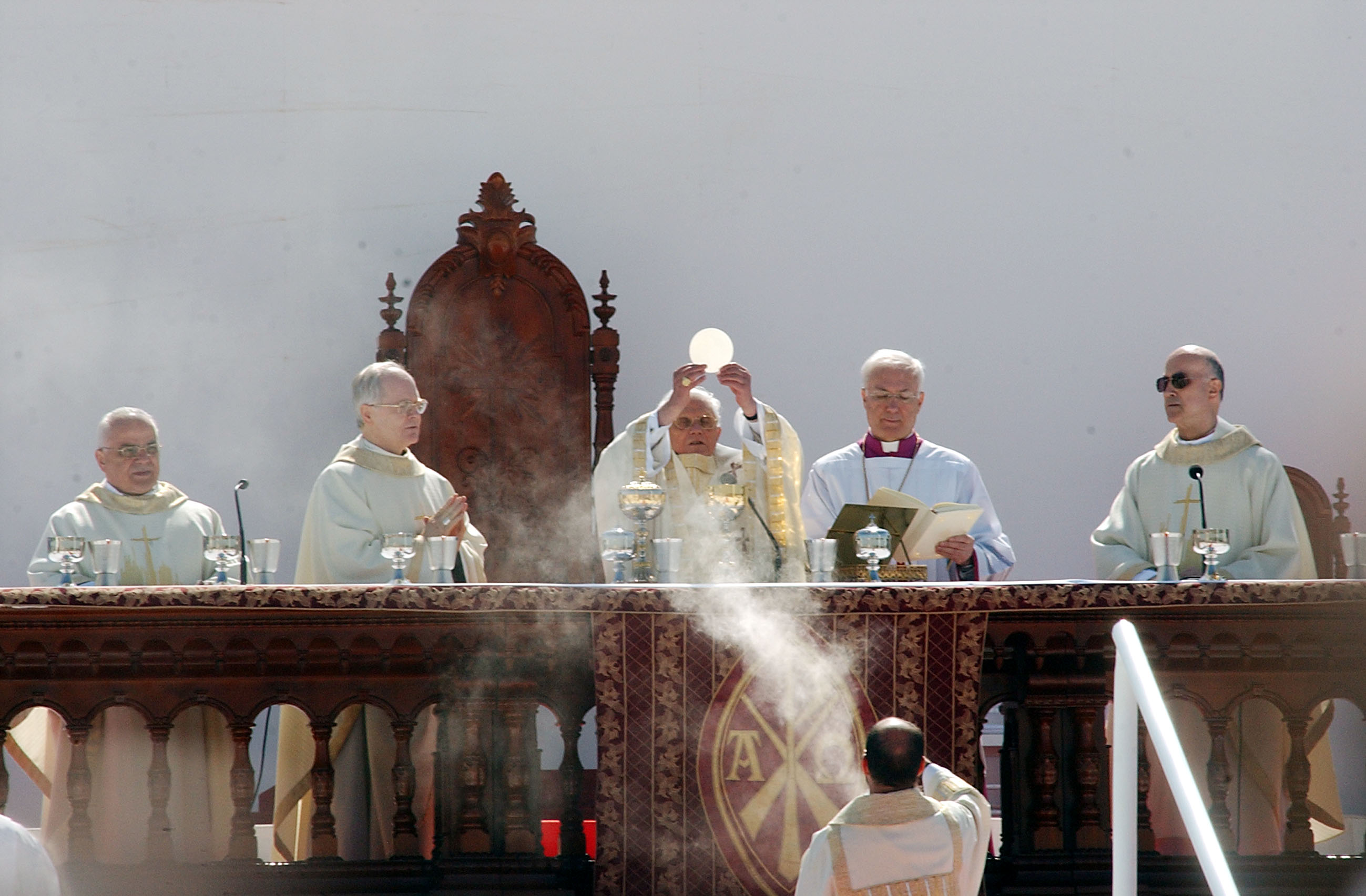